# Hannukanjärvi, Norrbotten
Hannukanjärvi är en sjö i Övertorneå kommun i Norrbotten och ingår i Torneälvens huvudavrinningsområde. Sjön har en area på 0,413 kvadratkilometer och ligger 133,4 meter över havet. Hannukanjärvi ligger i Torne och Kalix älvsystem Natura 2000-område.

## Delavrinningsområde
Hannukanjärvi ingår i det delavrinningsområde (740801-183784) som SMHI kallar för Mynnar i Kannusjoki. Medelhöjden är 141 meter över havet och ytan är 31,5 kvadratkilometer. Det finns inga avrinningsområden uppströms utan avrinningsområdet är högsta punkten. Neitijoki som avvattnar avrinningsområdet har biflödesordning 4, vilket innebär att vattnet flödar genom totalt 4 vattendrag innan det når havet efter 103 kilometer. Avrinningsområdet består mestadels av skog (74 procent) och sankmarker (12 procent). Avrinningsområdet har 0,64 kvadratkilometer vattenytor vilket ger det en sjöprocent på 2 procent.